# Brule (Nebraska)
Brule es una villa ubicada en el condado de Keith en el estado estadounidense de Nebraska. En el Censo de 2010 tenía una población de 326 habitantes y una densidad poblacional de 407,34 personas por km².

## Geografía
Brule se encuentra ubicada en las coordenadas 41°5′41″N 101°53′19″O / 41.09472, -101.88861. Según la Oficina del Censo de los Estados Unidos, Brule tiene una superficie total de 0.8 km², de la cual 0.8 km² corresponden a tierra firme y (0%) 0 km² es agua.

## Demografía
Según el censo de 2010, había 326 personas residiendo en Brule. La densidad de población era de 407,34 hab./km². De los 326 habitantes, Brule estaba compuesto por el 98.47% blancos, el 0.31% eran afroamericanos, el 0% eran amerindios, el 0% eran asiáticos, el 0% eran isleños del Pacífico, el 0.61% eran de otras razas y el 0.61% pertenecían a dos o más razas. Del total de la población el 5.52% eran hispanos o latinos de cualquier raza.